# Nu Aquarii
Nu Aquarii è una stella gigante arancione di magnitudine 4,72 situata nella costellazione dell'Aquario. È nota anche con il nome tradizionale di Albulaan, dall'arabo al-bulacān ("i due mangiatori"). Dista 2416 anni luce dal sistema solare.

## Osservazione
Si tratta di una stella situata nell'emisfero celeste australe; grazie alla sua posizione non fortemente australe, può essere osservata dalla gran parte delle regioni della Terra, sebbene gli osservatori dell'emisfero sud siano più avvantaggiati. Nei pressi dell'Antartide appare circumpolare, mentre resta sempre invisibile solo in prossimità del circolo polare artico. Essendo di magnitudine pari a 8,7, non è osservabile ad occhio nudo; per poterla scorgere è sufficiente comunque anche un binocolo di piccole dimensioni, a patto di avere a disposizione un cielo buio.
Il periodo migliore per la sua osservazione nel cielo serale ricade nei mesi compresi fra fine agosto e dicembre; da entrambi gli emisferi il periodo di visibilità rimane indicativamente lo stesso, grazie alla posizione della stella non lontana dall'equatore celeste.

## Caratteristiche fisiche
Nu Aquarii è una gigante arancione di classe spettrale K0III: possiede una temperatura superficiale di 4980 K e una luminosità circa 42 volte quella solare; il suo diametro, non eccessivamente grande per una stella di questo tipo, è 8,7 volte maggiore rispetto a quello della nostra stella. Ruota su se stessa ad una velocità relativamente bassa, di circa 2,8 km/s portando così il periodo di rotazione a 155 giorni.
La metallicità è inferiore e misura il 71% rispetto agli elementi contenuti nel Sole; con una massa doppia in confronto al Sole, ha un'età stimata in 1,25 miliardi di anni.

## Occultazioni
Per la sua posizione prossima all'eclittica è talvolta soggetta ad occultazioni da parte della Luna e, più raramente, dei pianeti, generalmente quelli interni.
Le ultime occultazioni lunari avvennero rispettivamente il 19 novembre 2012 e il 14 ottobre 2013.